# Wuhan Open 2015
Wuhan Open 2015 (також відомий як Dongfeng Motor Wuhan Open 2015 за назвою спонсора) — жіночий тенісний турнір, що проходив на відкритих кортах з твердим покриттям. Це був 2-й за ліком Wuhan Open. Належав до категорії Premier 5 у рамках Туру WTA 2015. Відбувся в Optics Valley International Tennis Center в Ухані (Китай). Тривав з 27 вересня до 3 жовтня 2015 року.

## Очки і призові

### Нарахування очок
| Дисципліна       | П   | Ф   | ПФ  | ЧФ  | 1/8 | 1/16 | 1/32 | Q   | Q2  | Q1  |
| Одиночний розряд | 900 | 585 | 350 | 190 | 105 | 60   | 1    | 30  | 20  | 1   |
| Парний розряд    | 900 | 585 | 350 | 190 | 105 | 1    | Н/Д  | Н/Д | Н/Д | Н/Д |

### Призові гроші
| Дисципліна       | П        | F        | ПФ       | ЧФ      | 1/8     | 1/16    | 1/32   | Q2     | Q1     |
| Одиночний розряд | $456,000 | $227,700 | $113,860 | $52,430 | $26,000 | $13,335 | $6,855 | $3,825 | $1,970 |
| Парний розряд    | $130,300 | $65,930  | $32,250  | $16,425 | $8,320  | $4,115  | Н/Д    | Н/Д    | Н/Д    |

## Учасниці основної сітки в одиночному розряді

### Сіяні учасниці
| Країна    | Гравчиня             | Рейтинг | Сіяні |
| --------- | -------------------- | ------- | ----- |
| Румунія   | Сімона Халеп         | 2       | 1     |
| Росія     | Марія Шарапова       | 3       | 2     |
| Чехія     | Петра Квітова        | 4       | 3     |
| Данія     | Каролін Возняцкі     | 6       | 4     |
| Іспанія   | Гарбінє Мугуруса     | 8       | 5     |
| Німеччина | Анджелік Кербер      | 9       | 6     |
| Іспанія   | Карла Суарес Наварро | 10      | 7     |
| Чехія     | Кароліна Плішкова    | 11      | 8     |
| Сербія    | Ана Іванович         | 12      | 9     |
| Польща    | Агнешка Радванська   | 13      | 10    |
| Швейцарія | Белінда Бенчич       | 15      | 11    |
| Україна   | Еліна Світоліна      | 16      | 12    |
| Німеччина | Андреа Петкович      | 17      | 13    |
| США       | Медісон Кіз          | 18      | 14    |
| Італія    | Роберта Вінчі        | 19      | 15    |
| Італія    | Сара Еррані          | 21      | 16    |

- Рейтинг подано станом на 21 вересня 2015[6]

### Інші учасниці
Учасниці, що потрапили до основної сітки завдяки вайлд-кард:
- Даніела Гантухова
- Лю Фанчжоу
- Марія Шарапова[7]
- Чжен Сайсай

Гравчиня, що потрапила в основну сітку завдяки захищеному рейтингові:
- Домініка Цібулкова

Гравчині, що потрапили до основної сітки через стадію кваліфікації:
- Тімеа Бабош
- Лорен Девіс
- Маріана дуке-Маріньйо
- Юлія Гергес
- Джоанна Конта
- Данка Ковінич
- Патрісія Марія Тіг
- Гезер Вотсон

Такі тенісистки потрапили в основну сітку як a щасливий лузер:
- Айла Томлянович

### Відмовились від участі
До початку турніру
- Тімеа Бачинскі → її замінила  Алісон Ріск
- Ежені Бушар (струс мозку) → її замінила  Айла Томлянович
- Карін Кнапп → її замінила  Александра Дулгеру
- Катерина Макарова (травма ноги) →  її замінила Варвара Лепченко
- Флавія Пеннетта → її замінила  Міряна Лучич-Бароні
- Луціє Шафарова (бактеріальна інфекція і травма черевних м'язів) → її замінила  Магдалена Рибарикова

### Знялись
- Вікторія Азаренко (травма лівої ноги)
- Белінда Бенчич (травма лівого стегна)
- Гарбінє Мугуруса (травма лівого гомілковостопного суглоба і шлунково-кишкова хвороба)
- Марія Шарапова (травма лівого передпліччя)
- Коко Вандевей (травма лівого гомілковостопного суглоба)

## Учасниці основної сітки в парному розряді

### Сіяні пари
| Країна            | Гравчиня          | Країна            | Гравчиня             | Рейтинг1 | Сіяна |
| ----------------- | ----------------- | ----------------- | -------------------- | -------- | ----- |
| Швейцарія         | Мартіна Хінгіс    | Індія             | Саня Мірза           | 3        | 1     |
| Угорщина          | Тімеа Бабош       | Франція           | Крістіна Младенович  | 19       | 2     |
| Франція           | Каролін Гарсія    | Словенія          | Катарина Среботнік   | 25       | 3     |
| Китайський Тайбей | Чжань Хаоцін      | Китайський Тайбей | Чжань Юнжань         | 3-       | 4     |
| США               | Ракель Копс-Джонс | США               | Абігейл Спірс        | 32       | 5     |
| Чехія             | Андреа Главачкова | Чехія             | Луціє Градецька      | 37       | 6     |
| Іспанія           | Гарбінє Мугуруса  | Іспанія           | Карла Суарес Наварро | 46       | 7     |
| Китайський Тайбей | Чжуан Цзяжун      | Китайський Тайбей | Сє Шувей             | 60       | 8     |

- Рейтинг подано станом на 21 вересня 2015

### Інші учасниці
Пари, що отримали вайлд-кард на участь в основній сітці:
- Лю Чан /  Ян Чжаосюань

Наведені нижче пари отримали місце як заміна:
- Мона Бартель /  Дарія Юрак

### Відмовились від участі
До початку турніру
- Белінда Бенчич (травма лівого стегна)

Під час турніру
- Гарбінє Мугуруса (шлунково-кишкове захворювання і травма лівого гомілковостопного суглоба)
- Айла Томлянович (травма правого плеча)

## Переможниці та фіналістки

### Одиночний розряд
- Вінус Вільямс —  Гарбінє Мугуруса, 6-3  3-0 Retired

### Парний розряд
- Мартіна Хінгіс /  Саня Мірза —  Ірина-Камелія Бегу /  Моніка Нікулеску, 6-2 6-3